# 和英語林集成
《和英語林集成》（日语：和英語林集成）是一本在1867年（慶應3年）時，由赴日行醫的美國長老會牧師詹姆斯·柯蒂斯·赫本（James Curtis Hepburn，1813年-1911年）以漢字署名「美國平文」於橫濱編纂發行的日英－英日雙語辭典。除了是歷史上最早的一本日英辭典外，在書中赫本以自己所發明的日文羅馬拼音作為詞條的排序方法，也演化成日後所為人熟悉的平文式羅馬拼音。
在《和英語林集成》於1867年初版時，日本仍處於幕末時期，當時的日語以正統的和語居多，因此該辭典也是以日語內容為主再加上一些英文的對照與註釋。但到了1872年（明治5年）所發行的第二版時，伴隨著新政府的成立西方科學、文學和制度大量傳入日本，因此辭典中收錄的外來用語也大幅增加，成為真正的日英－英日辭典。到了1886年推出第三版時，除了收錄字彙再較原本的二版增加之外，「平文式羅馬字」的規則也是在此版本中確定，自此以後成為日語常用的拼音規則之一。